# Listwa przymykowa

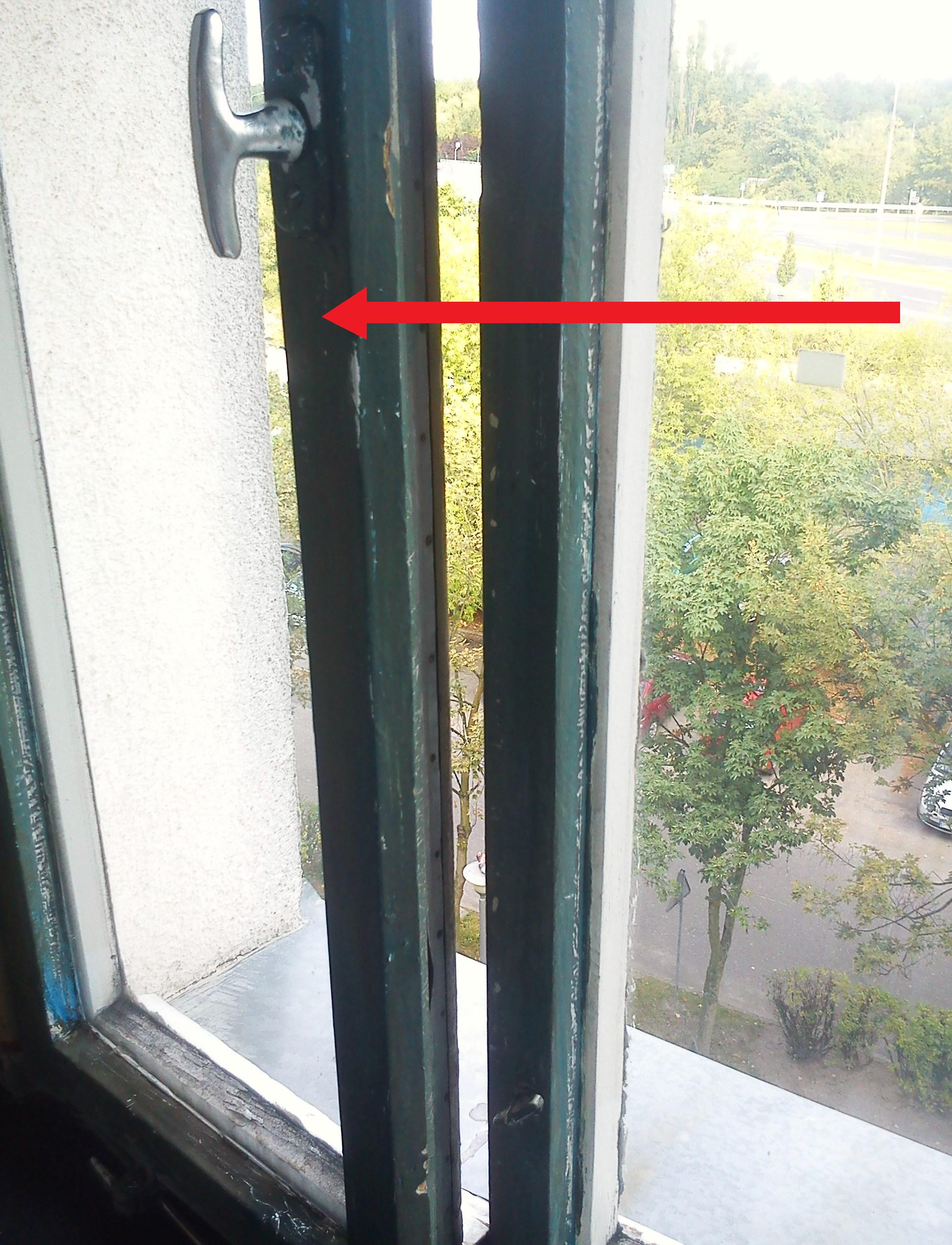
Listwa przymykowa w oknie polskiego bloku

Listwa przymykowa (także z niem.: szlaklistwa lub anszlag) - listwa zakrywająca styk dwóch skrzydeł okiennych. Decyduje o kolejności ich otwierania. 
Występuje od XVIII wieku, kiedy zaczęła wypierać słupki okienne. Rozpowszechniona masowo od połowy XIX wieku. Często miewała formę ozdobną (rzeźbienie), podobnie, jak wcześniej słupki. 